# Aeroporto di Haelogo
L'aeroporto di Haelogo (IATA:HEO; ICAO:AYHG) è un piccolo aeroporto posto nelle vicinanze di Boridi ed Efogi. La pista è situata in un bosco ed è composta da Erba. Probabilmente non vi è un traffico regolare e potrebbe essere utilizzato per dei piccoli aerei turistici.